# HD 155117
HD 155117 és un estel a la constel·lació de l'Altar. De magnitud aparent +8,48, no és observable a ull nu, però amb un petit telescopi és fàcil de localitzar a uns 2º a l'oest de δ Arae.
Actualment s'hi troba a 270 anys llum del sistema solar, amb un marge d'error en la mesura del 10,9%, però fa 6,4 milions d'anys —a la fi del Miocè— va estar a només 4,2 anys llum de distància. Llavors la seva magnitud aparent era -0,56, comparable a la qual té Canopus (α Carinae) en l'actualitat.
HD 155117 és una nana groga de tipus espectral F7V de semblants característiques a les primàries dels sistemes χ Draconis o 99 Herculis. Té una temperatura efectiva de 6220 K —uns 445 K més calenta que el Sol— i és 2,5 vegades més lluminosa que aquest. El seu radi pot ser un 34% més gran que el radi solar i gira sobre si mateixa amb una velocitat de rotació d'almenys 3 km/s. Posseeix una massa amb prou feines un 3% major que la massa solar. La seva edat s'estima entre 3900 i 6500 milions d'anys, i la seva edat més probable és 5300 milions d'anys. És un estel pobre en metalls, amb una metal·licitat —abundància relativa d'elements més pesats que l'heli—, inferior a la solar en un 40% ([Fe/H] = -0,23).